# Río Saímes
El río Saímes es un río de la provincia de La Coruña, Galicia, España.

## Curso
El río Saímes nace en la parroquia de Branzá, municipio de Arzúa. El primer tramo de su recorrido lo hace por las tierras de los lugares de Remesil y Trasbar, en Dombodán. Llegado a su intersección con el arroyo da Ufa que separa Turces en el municipio de Touro de Branzá en Arzúa, por lo que pasar a funcionar como límite entre ambos municipios.
Desemboca en el río Ulla a la altura de la Pena da Vella. Esta desembocadura dejará de existir en breve por razón de la nueva presa que Unión Fenosa está construyendo a 1 km aguas abajo. No es muy caudaloso en el verano, pero en invierno lleva mucha agua, llegando a desbordarse en los prados de Saímes de donde toma su nombre.
Tiene una parte de su recorrido de gran belleza, la que va paralela al monte dos Muiños, donde forma una cascada de 32 m de caída, la llamada Fervenza das Hortas.